# Сотенська сільська рада
Сотенська сільська рада (до 2016 року — Червоножовтнева) — орган місцевого самоврядування у Станично-Луганському районі Луганської області з адміністративним центром у с. Сотенне.

## Загальні відомості
Водоймища на території, підпорядкованій даній раді: річка Ковсуг.

## Населені пункти
Сільській раді підпорядковані населені пункти:
- с. Сотенне
- с. Михайлівка

## Склад ради
Рада складається з 16 депутатів та голови.

### Керівний склад ради
| ПІБ                  | Основні відомості                                                         | Дата обрання | Дата звільнення |
| -------------------- | ------------------------------------------------------------------------- | ------------ | --------------- |
| Нечаєв Юрій Іванович | Сільський голова, 1960 року народження, освіта                            | 26.03.2006   | 31.10.2010      |
| Нечаєв Юрій Іванович | Сільський голова, 1960 року народження, освіта вища, член Партії регіонів | 31.10.2010   |                 |

Примітка: таблиця складена за даними джерела